# Граф Хэрвуд
Граф Хэрвуд в графстве Йоркшир (англ. Earl of Harewood) — наследственный титул в системе Пэрства Соединённого королевства.

## История

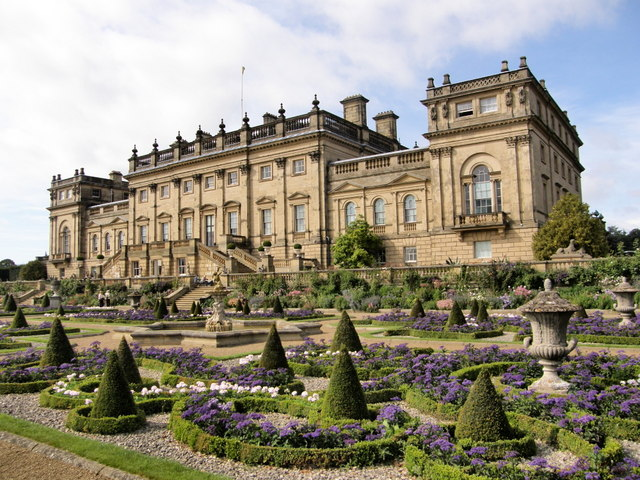
Хэрвуд-хаус, резиденция графов Хэрвуд

Титул графа Хэрвуда был создан 7 сентября 1812 года для Эдварда Ласеллса, 1-го барона Хэрвуда (1740—1820), богатого владельца сахарной плантации и бывшего депутата парламента от Норталлертона (1761—1774, 1790—1796). В 1796 году он получил титул барона Хэрвуда из Хэрвуд-хауса в графстве Йоркшир (Пэрство Великобритании). В 1812 году вместе с графским титулом для него был создан титул виконта Ласеллса. Титул учтивости старшего сына и наследника графа — «Виконт Ласеллс». Эдвард Ласселс был троюродным братом и наследником Эдвина Ласеллса (1713—1795), который в 1790 году получил титул барона Хэрвуда из Замка Хэрвуд в графстве Йоркшир (Пэрство Великобритании). После смерти в 1795 году Эдвина Ласеллса титул барона Хэрвуда прервался.
В 1820 году 1-му графу Хэрвуду наследовал его сын, Генри Ласеллс, 2-й граф Хэрвуд (1767—1841). Он представлял в Палате общин Великобритании Йоркшир (1796—1800, 1801—1806, 1812—1818), Уэстбери (1807—1812), Понтефракт (1812) и Норталлертон (1818—1820). Также он являлся лордом-лейтенантом Уэст-Йоркшира (1819—1841). Его сын, Генри Ласеллс, 3-й граф Хэрвуд (1797—1857), заседал в Палате общин от Норталлеторна (1826—1831) и занимал пост лорда-лейтенанта Уэст-Йоркшира (1846—1857). Его правнук, Генри Ласеллс, 6-й граф Хэрвуд (1882—1947), женился в 1922 году на принцессе Марии Великобританской (1897—1965), дочери короля Великобритании Георга V. Его преемником в 1947 году стал его старший сын, Джордж Ласеллс, 7-й граф Хэрвуд (1923—2011). 7-й граф Хэрвуд являлся двоюродным братом королевы Великобритании Елизаветы II и находился в линии наследования британского престола.
По состоянию на 2025 год, обладателем графского титула являлся его сын, Дэвид Генри Джордж Ласселлс, 8-й граф Хэрвуд (род. 1950), который наследовал своему отцу в 2011 году.

## Известные представители семьи Ласеллс
- Фрэнсис Ласеллс (ок. 1612 — 1667), старший сын Уильяма Ласеллса, английский помещик и политик, заседал в Палате общин. Был членом высшего суда над английским королём Карлом I Стюартом, но не подписал ему смертный приговор;
- Томас Ласеллс (ок. 1624 — ок. 1658), депутат Палаты общин от Норталлертона, брат предыдущего;
- Дэниэл Ласеллс (1655—1734), депутат парламента от Норталлертона (1702), сын Фрэнсиса Ласеллса
- Генри Ласеллс (1690—1753), депутат Палаты общин от Норталлертона (1745—1752) и директор Ост-Индийской компании (1737—1745), второй сын предыдущего от первого брака;
- Дэниэл Ласеллс (1714—1784), депутат парламента от Норталлертона (1752—1780), второй сын предыдущего;
- достопочтенный Уильям Ласеллс (1798—1851), британский политик от партии вигов, третий сын 2-го графа Хэрвуда;
- сэр Фрэнк Ласеллс (1841—1920), английский дипломат, посол Великобритании в России (1894—1895) и Германии (1895—1907), третий сын предыдущего;
- Беатрис Бланш Ласеллс (1845—1915), жена Фредерика Темпла — 95-го архиепископа Кентерберрийского и мать архиепископа Кентерберийского Уильяма Темпла, сестра предыдущего;
- сэр Фрэнсис Уильям Ласеллс (1890—1979), парламентский клерк (1953—1958), сын Генриха Артура Ласеллса, четвертого сына вышеупомянутого Уильяма Ласеллса;
- Эдвин Ласеллс (1799—1865), депутат Палаты общин от Рипона (1846—1857), четвертый сын 2-го графа Хэрвуда
- сэр Алан Ласеллс (1887—1981), личный секретарь Георга VI и Елизаветы II (1943—1953), сын достопочтенного Фредерика Ласеллса, второго сына 4-го графа Хэрвуда;
- сэр Дэниэл Ласеллс (1902—1967), британский дипломат, посол в Эфиопии (1949—1951), Афганистане (1953—1957) и Японии (1957—1959), сын достопочтенного Уильяма Хораса Ласеллса (1868—1949), восьмого сына 4-го графа Хэрвуда.

Родовое гнездо — Хэрвуд-хаус в окрестностях Лидса в графстве Уэст-Йоркшир.

## Бароны Хэрвуд, первое создание (1790)
- 1790—1795: Эдвин Ласеллс, 1-й барон Хэрвуд (5 февраля 1713 — 25 января 1795), старший сын депутата Генри Ласеллса (1690—1753) и Мэри Картер, внук Дэниэла Ласеллса (1655—1734).

## Бароны Хэрвуд, второе создание (1796)
- 1796—1820: Эдвард Ласеллс, 1-й барон Хэрвуд (7 января 1740 — 3 апреля 1820), старший сын Эдварда Ласеллса (1702—1747), граф Хэрвуд с 1812 года.

## Графы Хэрвуд (1812)
- 1812—1820: Эдвард Ласеллс, 1-й граф Хэрвуд (7 января 1740 — 3 апреля 1820), старший сын Эдварда Ласеллса (1702—1747), внук Дэниэла Ласеллса (1655—1734);
- 1820—1841: Генри Ласеллс, 2-й граф Хэрвуд (25 декабря 1767 — 24 ноября 1841), второй сын предыдущего;
- 1841—1857: Генри Ласеллс, 3-й граф Хэрвуд (11 июня 1797 — 22 февраля 1857), второй сын предыдущего;
- 1857—1892: Генри Тинн Ласеллс, 4-й граф Хэрвуд (18 июня 1824 — 24 июня 1892), старший сын предыдущего;
- 1892—1929: Генри Ульрик Ласеллс, 5-й граф Хэрвуд (21 августа 1846 — 6 октября 1929), старший сын предыдущего от первого брака;
- 1929—1947: Генри Джордж Чарльз Ласеллс, 6-й граф Хэрвуд (9 сентября 1882 — 24 мая 1947), старший сын предыдущего;
- 1947—2011: Джордж Генри Хьюберт Ласеллс, 7-й граф Хэрвуд (7 февраля 1923 — 10 июля 2011), старший сын предыдущего;
- 2011 — настоящее время: Дэвид Генри Джордж Ласеллс, 8-й граф Хэрвуд (род. 21 октября 1950), старший сын предыдущего от первого брака;
  - Наследник: Александр Эдгар Ласеллс, виконт Ласеллс (род. 13 мая 1980), второй сын предыдущего.